# مسجد عجم
مسجد عجم از مسجدهای مهم در شهر قازان واقع در تاتارستان روسیه است. ساخت و ساز این ساختمان ۱۸۹۰ به پایان رسید. این بنا به سبک رمانتیک التقاطی ملی طراحی شده‌است. این مسجد در محله قدیمی تاتارنشین قازان قرار دارد و یکی از چندین مسجد این محله است.
تأمین مالی ساخت این مسجد توسط یک بازرگان متمول تاتار به نام مرتضی عجمف انجام شد و نام مسجد هم از نام او گرفته شده‌است.